# 勒内·邦杜
勒内·邦杜（法語：René Bondoux，1905年5月26日—2001年5月6日），法国男子击剑运动员。他曾获得1932年夏季奥运会男子花剑团体金牌和1936年夏季奥运会男子花剑团体银牌。他于2001年在塞纳河畔讷伊去世。